# Saxnot
Saxnot či Seaxnēat je národní bůh sasů. Staroanglické slovo Seaxnēat je zmíněno v genealogii essexských králů. Starosaské slovo Saxnōt se objevuje v starosaském křestním slibu vedle jmen bohů Uuoden (Ódin) a Thunaer (Thór).
Původně byl v genealogii essexských králů umístěn na první místo, poté byl zmiňován na druhém místě jako Ódinův syn;
Woden, Seaxnēat, Gesecg, Andsecg, Swaeppa, Sigefugel, Bedca, Offa, Æscwine (527-587)
Jméno pravděpodobně vychází ze slova "seax" což název pro nůž a "neat" znamenající ne či pomoc.